# Alabina californica
Alabina californica is een slakkensoort uit de familie van de Cerithiidae. De wetenschappelijke naam van de soort is voor het eerst geldig gepubliceerd in 1901 door Dall en Bartsch als Bittium californicum.